# Vatermörder

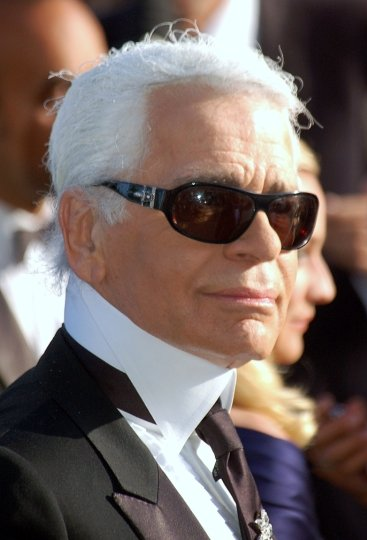
Karl Lagerfeld in Cannes

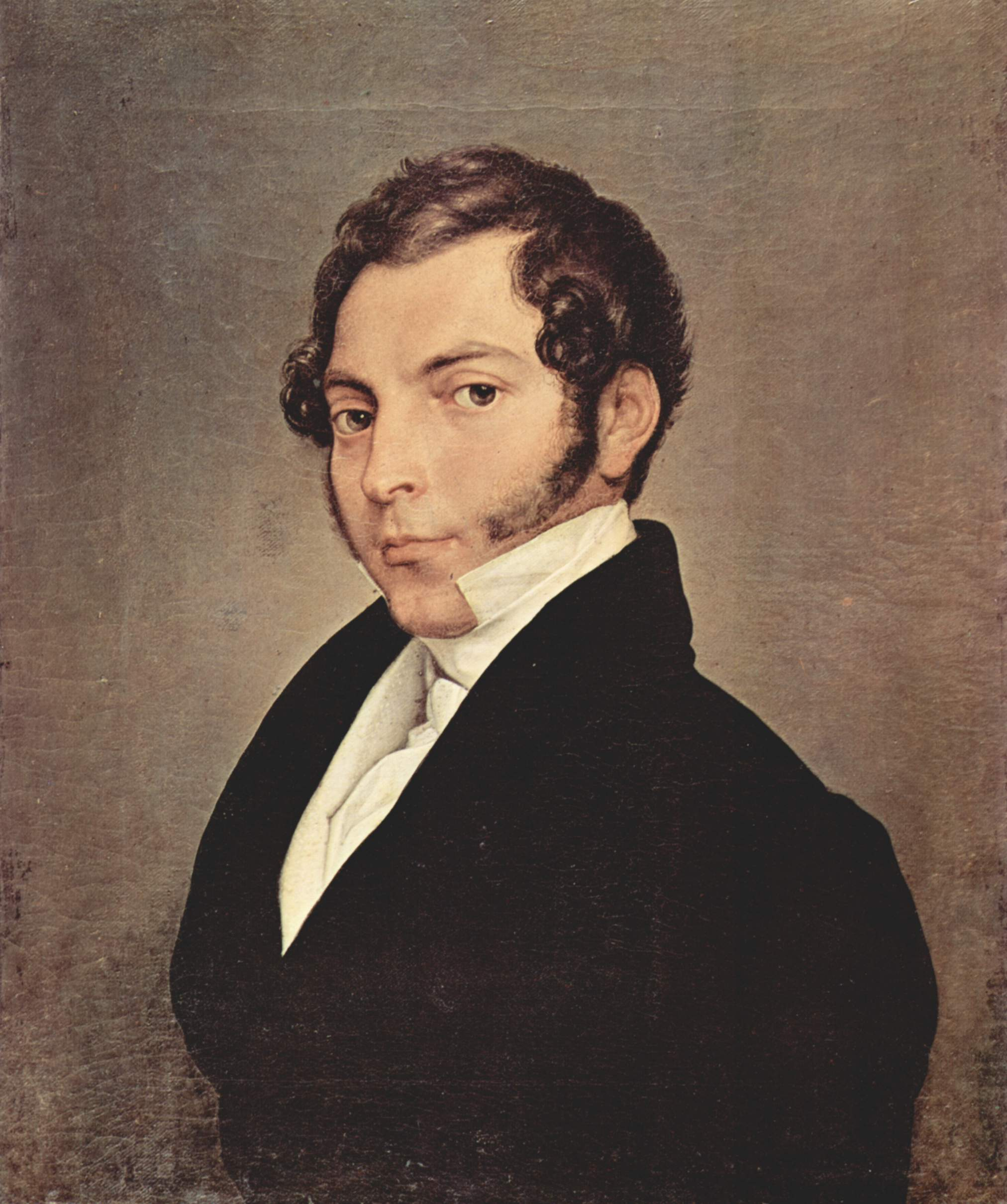
Francesco Hayez: Mann mit Vatermörder (1825)

Als Vatermörder wird ein steifer, vorne offener, hoher Stehkragen des Herrenoberhemdes bezeichnet. Die lose nach oben abstehenden spitzen Enden des Vatermörders reichen bis über das Kinn.

## Geschichte

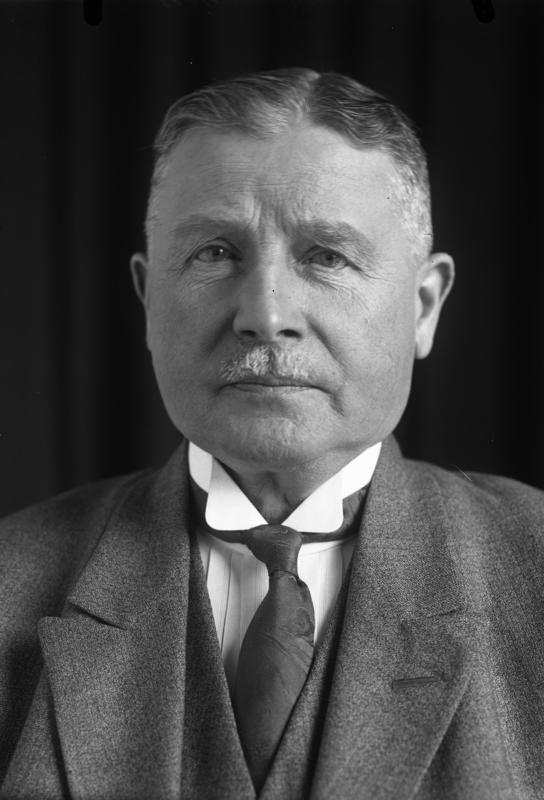
Wilhelm Groener mit Kläppchenkragen 1928

Die Kragenform des Vatermörders entwickelte sich im 19. Jahrhundert und fand ihre größte Verbreitung zur Zeit des Biedermeier und Vormärz (ca. 1815 bis 1848). Er erreichte die größte Kragenhöhe in den 1820er und 1830er Jahren. Den heute üblichen umgeschlagenen Hemdkragen (Kentkragen) gab es seinerzeit bereits, aber seine Verwendung war nur im informellen Rahmen üblich.
Eine modernere Form ist der Kläppchenkragen. Er reicht bis etwa zur Hälfte des Halses und seine Enden sind nach vorn geklappt. Es ist die einzige heutzutage noch verbreitete Form und wird nur bei besonders festlichen Gelegenheiten in Verbindung mit einem Frack oder Smoking getragen.

## Wortherkunft
Die Herkunft der Bezeichnung ist ungeklärt. Die Volksetymologie nimmt an, der Kragen sei in Frankreich parasite (d. h. „Mitesser“) genannt worden, da an den langen, nach oben gerichteten Ecken leicht Speisereste hängenblieben; in Deutschland sei diese Bezeichnung dann mit dem ähnlich klingenden parricide = „Vatermörder“ verwechselt worden. Nach einer Legende leitet sich der Name von einem aus der Fremde heimkehrenden Sohn ab, der bei der Rückkehr seinen Vater rasch küsste, diesen mit einem solchen Kragen ins Auge stieß und dadurch dessen Tod verursachte.